# 安宁文庙
安宁文庙又称连然文庙，是中华人民共和国云南省昆明市安宁市的一座文庙，坐落于连然街道核心区，围绕其建设有安宁市博物馆。安宁文庙最为繁盛时曾建有7进6院共22座建筑物，占地约4,500平方米，后当中大部分损毁，主要建筑中仅有大成殿和崇圣祠保存至今。1987年12月，安宁文庙被公布为云南省文物保护单位，2006年，其又被国务院公布为第六批国家级重点文物保护单位。

## 历史沿革
安宁文庙始建于元大德六年（1302年），后于天历元年（1329年）毁于战乱。至元三年（1337年），在宣威将军、中庆路达鲁花赤当道闾的主持下，安宁文庙完成重修。明永乐元年（1403年），安宁州知州李智明再次主持重建。宣德二年（1427年）、天顺元年（1457年），安宁文庙两度增修。成化年间，庙内增建尊经阁，嘉靖十年（1531年），又在大成殿后增建崇圣祠，万历年间，继续增建启圣祠。崇祯二年（1629年），文庙又一次修缮。清康熙年间，知州等官员再次组织重修扩建安宁文庙，后又历经修缮，最终建成包含照壁、泮池、棂星门、大成门、黉门、文明坊、金声玉振坊、大成殿、崇圣祠、乡贤祠及东西两院的7进6院式建筑群，合计22座建筑，总占地面积约4,500平方米。

## 建筑与文物

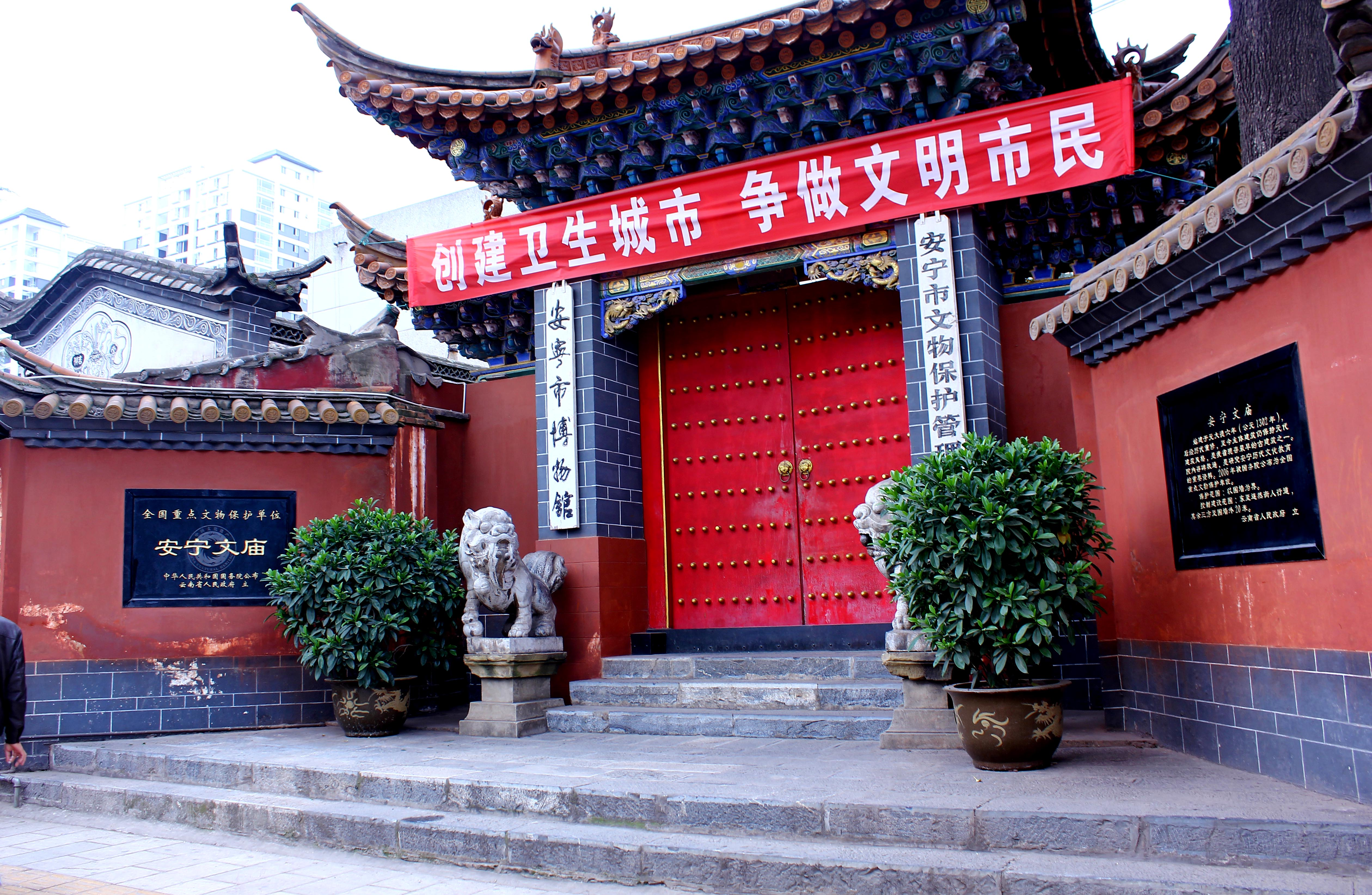
安宁文庙入口

安宁文庙建筑群现存大成殿、崇圣祠、长廊和两侧厢房，其中前两者为古代留存建筑，其余附属建筑则为2000年前后新建。
大成殿坐北向南，成单檐九脊顶结构，脊高10米，檐口以琉璃瓦剪边。该建筑面阔5间共16.6米，进深3间，与外部廊厦合计14米。殿内支撑柱并非均匀排布，而是以移柱、减柱法分布至外围区域，在中心处留出较大空间。大成殿的斗拱结构较为粗大，排布间距较宽，以当心间2朵、次间各1朵、稍间不设置方式建造，与常见的小间距顺序排列方式存在一定差异。此外，大成殿前还放置有原先安置于遥岑楼东门的一对明代石狮，具有较高艺术水准。
崇圣祠位于大成殿以北十余米处，成单檐硬山顶结构，整体以抬梁式木构架支撑。该建筑面阔5间共16.12米，进深5间并建有前廊，占地面积约196平方米。
除主要建筑外，安宁文庙内还保存有元代《圣旨碑》、《重修安宁州文庙记碑》，明代《御制儒学箴碑》、《重修明伦堂记》、《重修尊经阁记》、《购置学田碑记》，清代《张公德教碑记》等十余方古代碑刻。其中《圣旨碑》本名为《元成宗大德壬寅年建学碑》，其碑文内容与建水文庙的《追封圣旨碑》相同，立碑时间则早于后者一年。

## 文物保护与开发

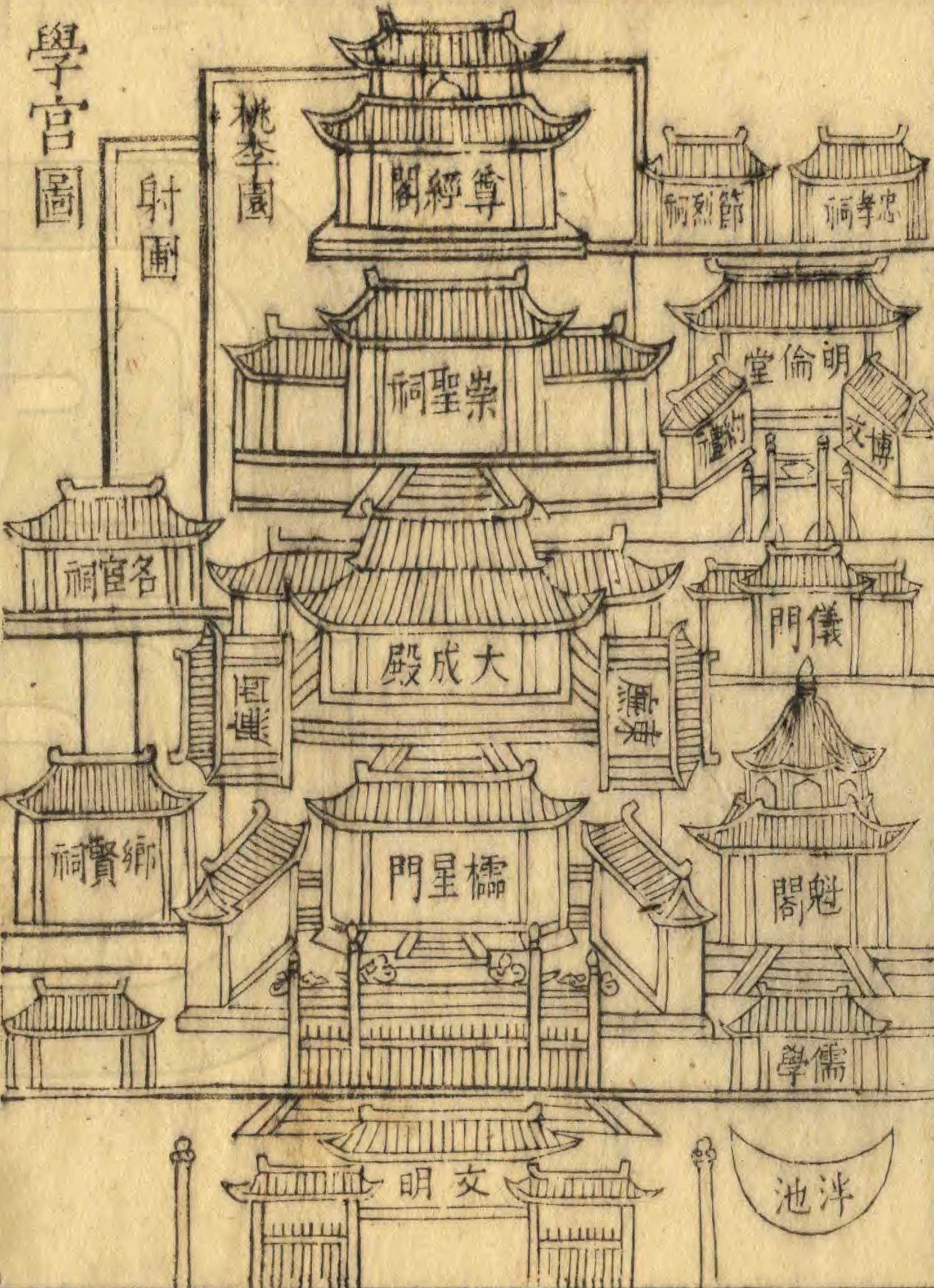
雍正《安宁州志》中的安宁文庙布局

1989年6月12日，安宁文庙被安宁县人民政府交予文物部门管理使用，后于1990年、2000年、2004年三次维护修缮。2012年1月14日凌晨，安宁市公安局接报安宁文庙大门清代石狮被盗，后于18日至19日成功抓获犯罪嫌疑人并追回被盗文物。2014年，云南省文物考古研究所对大成殿和崇圣祠进行了实地勘察，后于2015年修复方案交由国家文物局通过后对两座建筑进行了复原修缮和预防性保护。
2000年，安宁文庙增建为安宁市博物馆，先后开设有历史文物展厅、碑廊、非物质文化遗产展厅、石刻艺术展厅等展馆，馆藏文物3000余件。
2017年，连然街开始改造，安宁文庙建筑面积在原有640.7平方米基础上新增1185.24平方米，计划重建节烈祠、明伦堂、魁星阁、仪门、棂星门等建筑。2022年9月6日，增建工程正式动工，最终规划用地32.65亩，总建筑面积2363.49平方米，总投资9614万元，在上述建筑外还将重修尊经阁、乡贤祠、名宦祠、万仞宫墙影壁、儒学门、文明坊等建筑，基本恢复安宁文庙核心区域。